# Lorenzo Nina

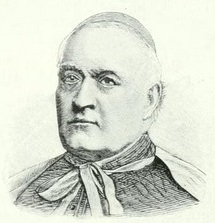
Lorenzo Kardinal Nina (Zeichnung von 1923)

Kardinalswappen

Lorenzo Nina (* 12. Mai 1812 in Recanati, Kirchenstaat; † 25. Juli 1885 in Rom) war Kurienkardinal der römisch-katholischen Kirche.

## Leben
Nina wurde als Sohn des Notars Angelo Nina in Recanati in der Region Marken geboren, das Erbe seines Vaters war ausreichend, um ihm eine kirchliche Laufbahn zu ermöglichen. Er begann seine Ausbildung am Seminar von Recanati mit Studien in Literatur, Philosophie und Theologie, dann ließ er sich in Rom nieder, wo er bei seinem Onkel Giovanni Nina lebte, der Kanoniker und Seelsorger an der Kirche San Lorenzo in Damaso war und entscheidenden Einfluss auf seinen Neffen ausübte.
Lorenzo Nina studierte am Päpstlichen Seminar Sant’Apollinare sowie an der Universität La Sapienza, die er mit der Promotion in Theologie und iuris utriusque abschloss. Mit 22 Jahren empfing Nina 1835 unter Dispens vom Erfordernis des Kanonischen Alters die Priesterweihe. Während der römischen Choleraepidemie von 1837 war er als Seelsorger in der Gemeinde seines Onkels tätig und infizierte sich bei der Ausübung der Krankenseelsorge. Im Jahr 1853 wurde er Honorarprofessor an der Rechtsfakultät des Seminario Romano, später wurde er Präfekt des Päpstlichen Athenäums Sant’Apollinare. Er war Mitglied der Kommission zur Vorbereitung des Ersten Vatikanischen Konzils. Von 1875 bis 1877 war er Studienpräfekt am Seminario Romano.
Am 12. März 1877 wurde Lorenzo Nina von Papst Pius IX. als Kardinaldiakon mit der Titeldiakonie Sant’Angelo in Pescheria in das Kardinalskollegium aufgenommen. Noch im selben Jahr, am 19. Oktober, wurde er Studienpräfekt der römischen Kurie. Er war Teilnehmer am Konklave 1878, das Papst Leo XIII. wählte. Am 9. August 1878 übernahm er das Amt des Kardinalstaatssekretärs, das er bis 1880 ausübte. Papst Leo XIII. ernannte ihn am 28. Februar 1879 zum Kardinalpriester mit der Titelkirche Santa Maria in Trastevere. Vom 7. November 1881 bis zu seinem Tod bekleidete er das Amt eines Präfekten der Konzilskongregation.
Lorenzo Nina starb am 25. Juli 1885 um 22 Uhr 15 in seiner Wohnung in Rom, nachdem er die Sterbesakramente empfangen hatte. Er wurde auf dem Friedhof Campo Verano beigesetzt.